# Laura Agard
Pour les articles homonymes, voir Agard.

Laura Agard est une joueuse de football française née le 26 juillet 1989 à L'Union (Haute-Garonne). Elle évolue au poste de défenseuse.

## Palmarès
- Vainqueur du Challenge de France en 2007 et 2009 avec Montpellier
- Vice championne de France en 2007, 2009 et 2017 avec Montpellier
- Championne de France de D2 en 2010 avec Rodez
- Vainqueur de la Mobcast Cup (Coupe du monde des clubs) en 2012 avec l'Olympique Lyonnais
- Championne de France en 2013 avec l'Olympique Lyonnais
- Finaliste de la Ligue des champions en 2013 avec l'Olympique Lyonnais
- Vainqueur de la Coupe de France en 2013 avec l'Olympique Lyonnais